# Forkhead-Box-Protein E1
Das Forkhead-Box-Protein E1 (FOXE1), auch Thyroidaler Transkriptionsfaktor 2 (TTF-2) genannt, ist ein Protein, das als Transkriptionsfaktor unter anderem die Transkription von bestimmten Genen in der Schilddrüse kontrolliert. Das für das FOXE1-Protein codierende Gen FOXE1 zählt zur Familie der Forkhead-Box-Gene. FOXE1 ist nicht nur im Menschen, sondern auch in einer Vielzahl von Tierarten nachgewiesen worden.

## Struktur und Funktion
Das beim Menschen 371 Aminosäuren lange, im Zellkern lokalisierte Protein enthält in seiner Aminosäuresequenz eine 95 Aminosäuren lange Forkheaddomäne, über die FOXE1 an spezifische DNA-Sequenzabschnitte binden kann.  Diese DNA-Bindung ist Voraussetzung für die Steuerung der Transkription anderer Gene; so kontrolliert FoxE1 unter anderem in der Schilddrüse die Genexpression des Gens für das Enzym Thyreoperoxidase.
Knockout-Mäuse, denen FOXE1 vollständig fehlt, zeigen neben einer Gaumenspalte  eine partiell oder vollständig fehlende Schilddrüse; in der Regel sterben diese Mäuse bald nach der Geburt. Daraus wurde geschlossen, dass diese Mäuse ein Modell für die Angeborene Hypothyreose beim Menschen sein könnten. Humangenetiker konnten allerdings nur in seltenen Fällen Mutationen im FOXE1-Gen mit der angeborenen Hypothyreose in Verbindung bringen.

## Evolution
Innerhalb der großen Forkheadbox-Genfamilie gehört FOXE1 zur FOXE-Gruppe, zusammen mit den paralogen Genen FOXE2 und FOXE3. Jedoch ist nur FOXE1 in der Schilddrüse aktiv; die anderen Gene werden unter anderem im Auge und im Gehirn exprimiert.
FoxE1 wurde ursprünglich in der Ratte identifiziert, bald aber in vielen Wirbeltierarten nachgewiesen. Selbst in einfacheren Chordatieren wie dem Lanzettfischchen oder den Seescheiden konnten zu FOXE1 verwandte Forkheadbox-Gene gefunden werden, die in diesen wirbellosen Tieren im Endostyl exprimiert sind; das Endostyl gilt als homolog zur Schilddrüse der Wirbeltiere.